# Dasysyrphus venustus
Dasysyrphus venustus es una especie de mosca sírfida. Se distribuyen por el Holártico, en Eurasia y América del Norte.